# 柴继杰
柴继杰，清华大学生命科学学院教授，主要从事生物学方面的研究工作。

## 生平
曾就读于大连轻工业学院（今大连工业大学）制浆造纸专业，入选中华人民共和国教育部2009年度"长江学者"特聘教授。

## 荣誉
2023年獲得未来科学大奖。